# Schlachtdenkmal von Giornico

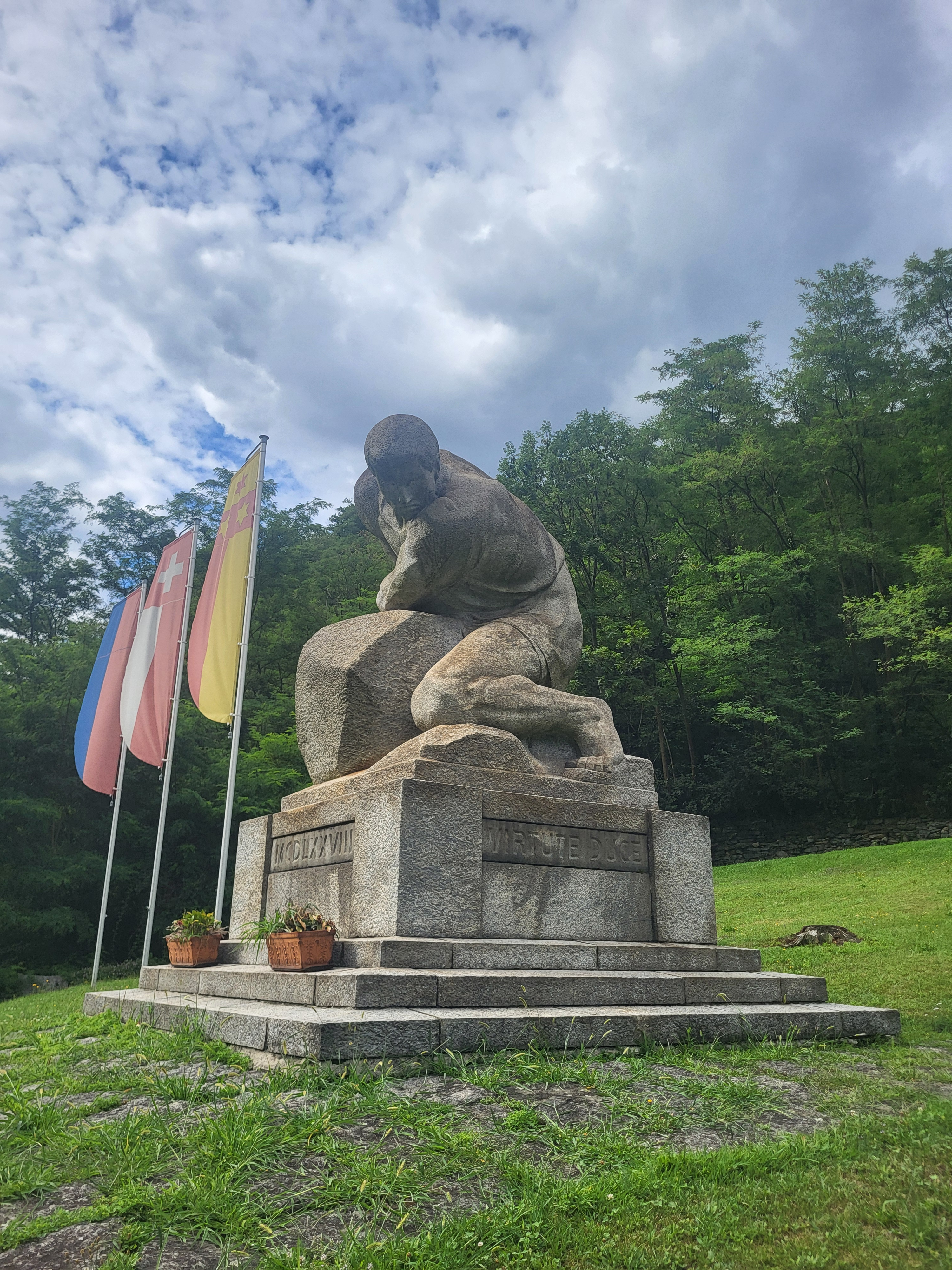
Das Schlachtdenkmal von Giornico (2025)

Das Schlachtdenkmal von Giornico (italienisch Monumento della battaglia dei Sassi Grossi) ist ein 1937 eingeweihtes Denkmal in der Tessiner Gemeinde Giornico in der Schweiz, das an die Schlacht bei Giornico vom 28. Dezember 1478 erinnert. Es ist ein Werk von Apollonio Pessina.

## Name
Der gebräuchliche Name der Schlacht lautet im Italienischen Battaglia dei Sassi Grossi («Schlacht der grossen Steine»), folglich nennt man das Denkmal im Tessin in der Regel Monumento della battaglia dei Sassi Grossi («Denkmal für die Schlacht der grossen Steine»). Da sich jener Name im Deutschen nie durchgesetzt hat, war in der zeitgenössischen Berichterstattung der Deutschschweiz stets vom «Schlachtdenkmal von Giornico» oder «Giornico-Denkmal» die Rede.

## Geschichte
Am 28. Dezember 1478 besiegte ein zahlenmässig unterlegenes eidgenössisches Heer, das von Leventinern unter dem Kommando von Kapitän Stanga unterstützt wurde, ein mailändisches Entsatzheer bei Giornico. Diese Schlacht wurde später ein wichtiger nationaler Mythos der Schweiz. Die Sage übertrieb die Kräfteverhältnisse dabei masslos. In Meinrad Lienerts Version Der Tag von Giornico wird etwa behauptet, die Mailänder seien den Eidgenossen zwanzigfach überlegen gewesen. Weitverbreitet war auch das Motiv, die Schweizer Kämpfer hätten grosse Steine auf den Gegner hinabgeworfen:

«Jetzt wälzten die Eidgenossen Haufen von Steinen in den nahenden Feind, und in die entstehende Verwirrung im mailändischen Heer dröhnte mit einem Male der Schlachtruf der Schweizer, die nun, da sie Fußeisen trugen, wie das Donnerwetter in das feindliche Heer hineinfuhren und es mit ihren Hellebarden und doppelschneidigen Schwertern also auseinanderzuhauen anfingen, als wollten sie einen Blutbach vor sich her anschwellen.»

Am 28. Dezember 1928 stand das 450. Jubiläum der Schlacht an. Die Gemeinde Giornico und der Staatsrat des Kantons Tessin beschlossen im Juni 1928, den Anlass mit einer gesamtschweizerisch ausgerichteten Feier in Giornico zu begehen. Ausserdem formierte sich in Giornico eine Kommission zur Errichtung eines Schlachtdenkmals, der der Architekt Ferdinando Bernasconi aus Locarno als Präsident vorstand. Im Dezember wandte sich der Gemeinderat von Giornico in einem Spendenaufruf «an alle Schweizer im In- und Ausland, an alle Stiftungen, die sich des Namens Helvetia ehren, damit durch ihre finanzielle und moralische Unterstützung […] das Denkmal sich schön und stolz erhebe und den Wanderer an die glorreiche Vergangenheit erinnern möge».

### Wettbewerb
Am 7. Januar 1929 schrieb die Denkmalkommission einen öffentlichen Wettbewerb zur Erlangung von Entwürfen aus. Das Denkmal sollte in der Nähe der Kirche San Nicola zu stehen kommen und «mit Rücksicht auf die Kirche womöglich in romanischen Formen» gestaltet werden. 25 Entwürfe gingen ein, über die sich eine 5-köpfige Jury am 22. September 1929 beriet. Der erste Preis ging an zwei Projekte des Bildhauers Bianchi und des Architekten Fogliardi. Der einzige überregional bekannte Teilnehmer war der bereits 66-jährige Giuseppe Chiattone, dessen Entwurf «Romanico», der eine «romanische Säule über einem ruhenden Löwen» vorsah, aber nur den dritten Preis erhielt. Die Jury war sich uneins und unzufrieden und retournierte die Entwürfe an die Preisträger mit dem Auftrag, sie zu präzisieren und nach ihren Vorstellungen anzupassen. Im Januar 1930 kürte sie schliesslich einen Entwurf von Apollonio Pessina, der zuvor gar nie erwähnt worden war, zum Sieger.

### Kontroversen
Die Denkmalpläne wurden von verschiedenen Kontroversen begleitet, die die Realisierung erheblich verzögerten. Von linker Seite wurde den Initianten vorgeworfen, die Schlacht politisch zu instrumentalisieren und ein verfälschtes Geschichtsbild zu propagieren. Sogleich nach Bekanntwerden der Pläne begehrte das sozialdemokratische Blatt Berner Tagwacht auf und legte ausführlich dar, dass es sich bei den Ennetbirgischen Feldzügen keineswegs um einen «Befreiungskrieg» im Namen der Tessiner Bevölkerung handelte, sondern es den Alten Orten, insbesondere Uri, nur um Expansion und Beute gegangen war. Dass die Leventina nun ihren ehemaligen Unterdrückern ein Denkmal errichten wollte, erschien der Zeitung absurd:

«[D]er Gemeinderat des Dorfes [Giornico] bettelt bei den Patrioten um milde Gaben, dieweil die Vorfahren das Land als Vögte rechtschaffen schröpften. Wir schlagen darum vor: das Denkmal sollen die Familien bezahlen, deren Väter als spätere Statthalter im Livinental den Sieg von Giornico zur eigenen Bereicherung auszunutzen wußten. Irren wir nicht, hat’s noch Nachkommen in Uri und anderswo.»

Im Februar 1929 doppelte die Zeitung nach, das Geld solle besser für praktische Projekte zur Förderung der nationalen Einheit eingesetzt werden, sonst drohe Eskapismus: «Wer sich nicht an die Probleme des Heute und Morgen herangetraut, weidet sich gerne am Nimbus der Vergangenheit.»
Andererseits fiel das Projekt in die Zeit eines innertessinischen Kulturkampfs zwischen einer schweiztreuen Mehrheit und einer italienisch gesinnten Minderheit von separatistischen Irredentisten, deren faschismusfreundliches Blatt Adula unter Teresa Bontempi ebenfalls den Kampf gegen das schweizerische Denkmal aufnahm:

«Jene Leute, die mit ihrem anti-tessinischen Denkmal das Andenken an die Schlägerei von Giornico verewigen wollen, mögen im Augenblick seiner Enthüllung sich folgendes Urteil Ludwigs des Mo[h]ren über jene Schweizer in Erinnerung zurückrufen, die sie durch ihr Denkmal zu verherrlichen im Begriffe sind: ‹Die Schweizer sind das schlimmste Volk der Welt, das man als Nachbar haben kann, weil es nicht möglich ist, sie zu beleidigen[,] und weil sie respektlos sich alles erlauben, wie es Gewohnheit gemeiner Leute ist, die zur Herrschaft gelangen.›»

Solcherlei Artikel veranlassten die Denkmalkommission dazu, im März 1929 schweizweit eine Erwiderung drucken zu lassen, in der sie behauptete, das Projekt sei «ohne Hintergedanken inbezug auf unsere heutige Politik» und ein Denkmal gerechtfertigt, weil «die historische Kritik anerkannt hat, daß die Schlacht von Giornico […] in ihren Wirkungen der Schlacht von Morgarten gleichzustellen ist».
Weitere Befürworter konterten die Vorwürfe mit dem Verweis darauf, dass die Urner von den Leventinern 1478 als Befreier empfangen und militärisch unterstützt wurden. Ferner betonten sie die langfristigen Folgen der Schlacht für das Tessin. Alfredo Leber etwa endete einen 1937 publizierten Aufsatz über die Schlacht mit den Worten:

«Die Folgen der Niederlage waren für Mailand sehr hart: der Verlust des Tessins. Weil dem Beispiel der Leventina, die sich als erste spontan den Eidgenossen angeschlossen hatte, nach und nach auch alle anderen Regionen des Tessins folgten. Und so geschah es, dass das Tessin schweizerisch wurde. Die Schlacht von Giornico ist ein Meilenstein in der Geschichte unseres Volkes. Deswegen blicken wir Tessiner mit Stolz auf Giornico. […] Die Schlacht von Giornico war das entscheidende Ereignis, das das Tessin auf die Eidgenossenschaft ausrichtete.»

Von Anfang an schwang auch die Furcht vor einem Angriff des faschistischen Königreichs Italien unter Benito Mussolini im Raum, der mit dem Gedenken an den verklärten Sieg über eine italienische Heeresmacht begegnet werden sollte.

### Ausführung und Einweihung

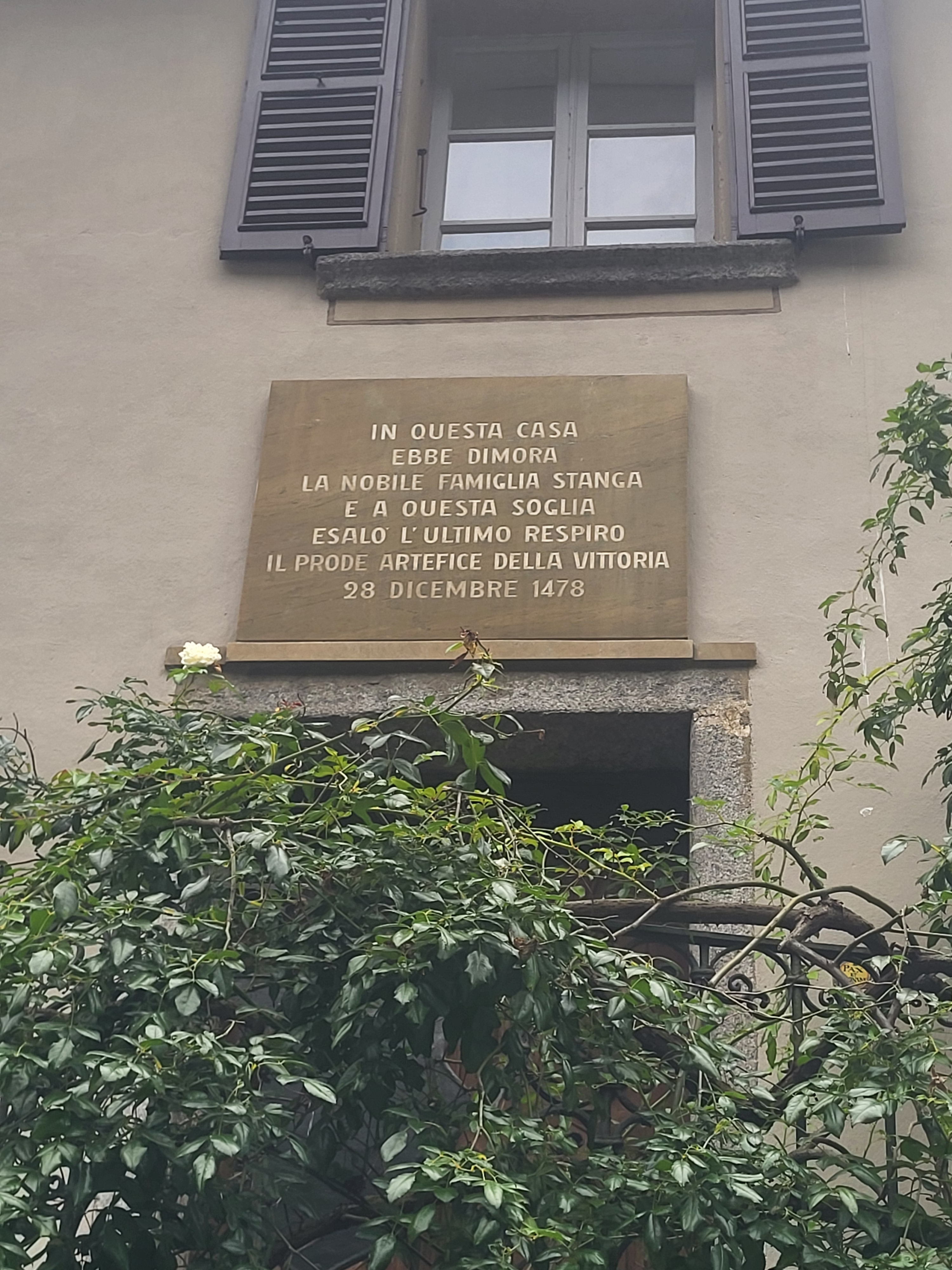
Die anlässlich der Einweihungsfeier angebrachte Gedenktafel an der Casa Stanga

Im Februar 1935 stand das fertige Denkmal an seinem Platz, und zahlreiche Schweizer Zeitungen berichteten, es werde im Frühling eingeweiht. Die Einweihung fand aber erst 1937 statt und stand ganz im Zeichen der Geistigen Landesverteidigung. Die Teilnehmer kamen aus allen Sprachregionen der Schweiz. Obwohl die Sozialdemokratische Partei das Denkmal nach wie vor ablehnte, nahmen zwei hochrangige Vertreter der Partei, der Präsident des Grossen Rats Edoardo Zeli und der Staatsrat Guglielmo Canevascini, an der Feier teil.
Die Feierlichkeiten begannen bereits am 24. Juli. Am 31. Juli wurde am Stanga-Haus («Casa Stanga») eine Gedenktafel für den Kapitän Stanga enthüllt. Am 1. August, dem Bundesfeiertag, wurde Bundespräsident Giuseppe Motta im 3000 Personen fassenden Festzelt mit 22 Kanonenschüssen als Ehrengast empfangen. Der Bischof von Lugano Angelo Jelmini hielt einen Festgottesdienst. Am darauffolgenden Festessen hielt der Tessiner Staatsrat Enrico Celio die offizielle Rede. Weitere Reden hielten unter anderem der Urner Regierungsrat Carl Furrer, der Historiker Karl Meyer und Oberstleutnant Guglielmo Vegezzi. Danach begab sich die Festgemeinde in einem feierlichen Umzug zum Denkmal, wo Motta eine flammende Rede hielt. Die Menge sang gemeinsam die Schweizer Nationalhymne und zerstreute sich dann.
Politische Aktivisten hatten in der Nacht zuvor hunderte Flugzettel in Giornico ausgestreut, mit denen sie gegen die bundesrätliche Anerkennung des italienischen Imperiums protestierten. Guido Calgari schrieb ein Festgedicht.

## Beschreibung

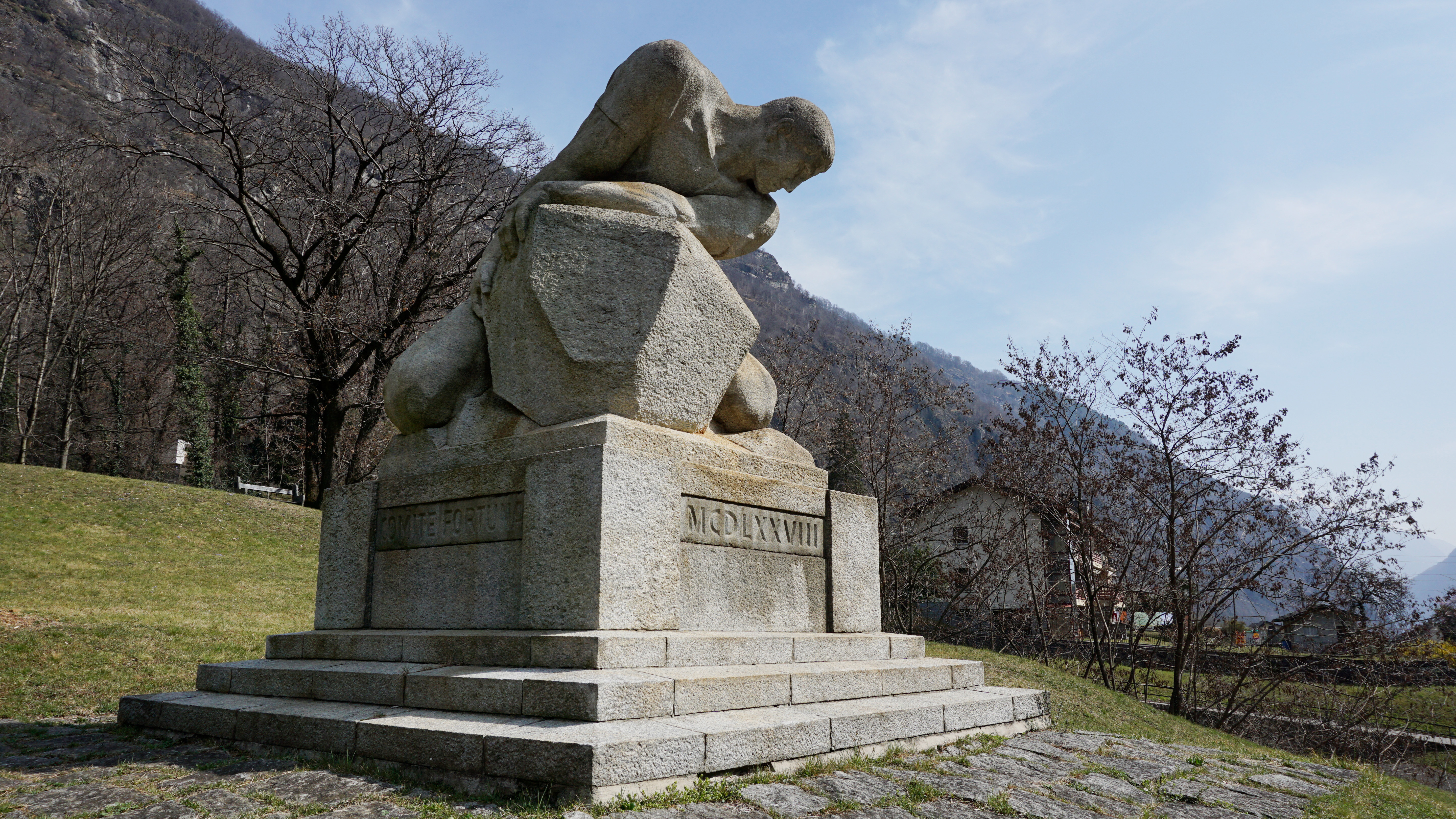
Das Schlachtdenkmal, linke Seite (2023)

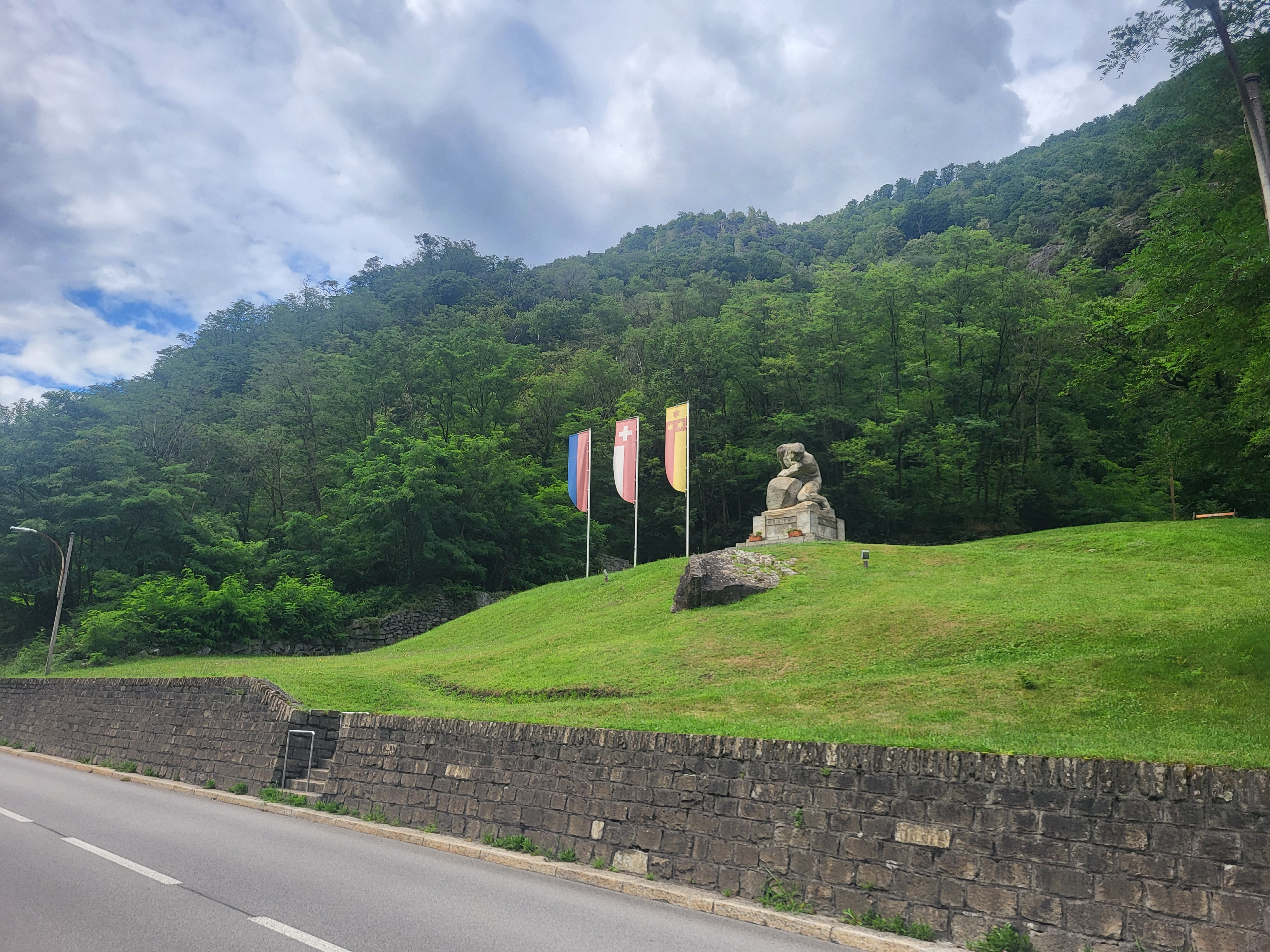
Das Denkmal von der Via San Gottardo aus gesehen

Das 20 Tonnen schwere Denkmal ist aus einem Felsblock aus der Gegend von Giornico gehauen. Die Neue Zürcher Zeitung behauptete, es handle sich dabei um einen der historischen «Sassi Grossi» der Schlacht.
Auf einem dreistufigen Podest mit quadratischem Grundriss steht ein Postament, auf dessen Vorderseite das Jahr der Schlacht 1478 in römischer Zahlschrift («MCDLXXVIII») eingemeisselt ist. Auf den beiden Seitenflächen ist in zwei Teilen die lateinische Maxime Virtute duce, comite fortuna («Mit Tapferkeit/Tugend als Führer, mit Glück/Fortuna als Gefährte») zu lesen. Auf der Rückseite steht das Jahr der Einweihung «1937».
Die darauf thronende Skulptur zeigt einen knienden eidgenössischen Kämpfer, vermutlich einen Leventiner, der unter grosser Kraftanstrengung einen gewaltigen Stein ins Rollen bringt, um damit den Feind zu zerschmettern. Die auffallend heroisierende Athletik des Soldaten ist typisch für die Geistige Landesverteidigung.
Das Denkmal steht nicht wie ursprünglich geplant bei der Kirche San Nicola, sondern nördlich des Dorfes an der Via San Gottardo auf einer steilen, waldumstandenen Wiese.

## Rezeption
Vor allem während des Zweiten Weltkriegs war das Schlachtdenkmal ein wichtiges nationales Symbol. Es war auf der 1939 herausgegebenen Erkennungsmarke des Gebirgsfüsilierbataillons 96 abgebildet und zierte die Bundesfeiermarke zu 10 Rappen von 1940.
In einer nicht repräsentativen Umfrage des Onlineprojekts Mal denken! gaben Stand April 2025 68 Prozent an, das Schlachtdenkmal solle so belassen werden. Es lag damit auf dem 14. Rang von 24 erfragten Schweizer Denkmälern und hatte einen durchschnittlichen Zuspruch. Seine Wichtigkeit wurde leicht unterdurchschnittlich, seine «Schönheit» leicht überdurchschnittlich bewertet.
Der Historiker Christoph Pfister schlug 2021 vor, die seiner Ansicht nach obsolete Figur neu zu deuten, zum Beispiel als «Denkmal für die Urbarmachung der Alpen», bei der man auch Steine aus dem Weg räumen musste, oder als «anonymen Bergbauer, der in harter Arbeit sein Brot verdient».